# Mircea Diaconu

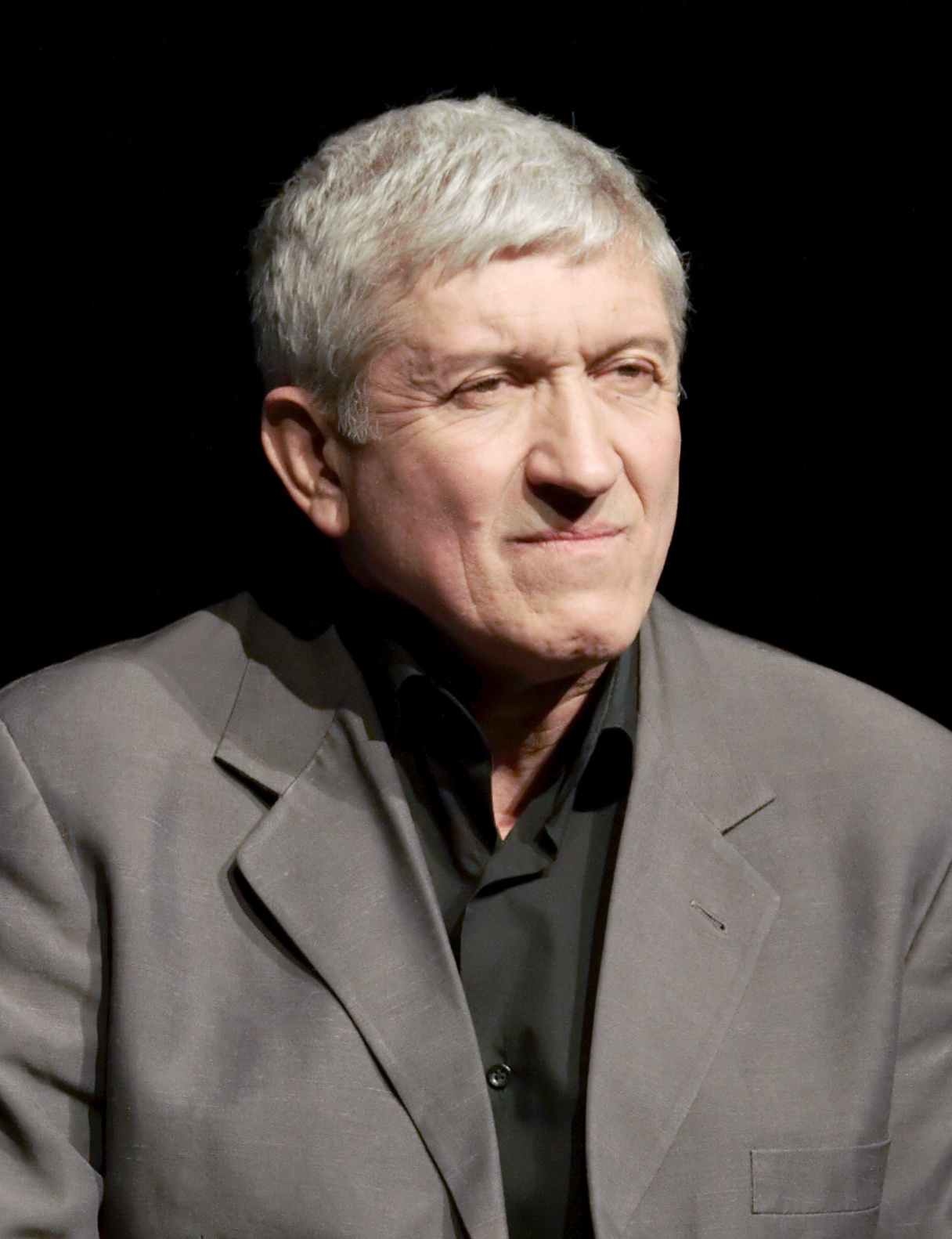
Mircea Diaconu (April 2011)

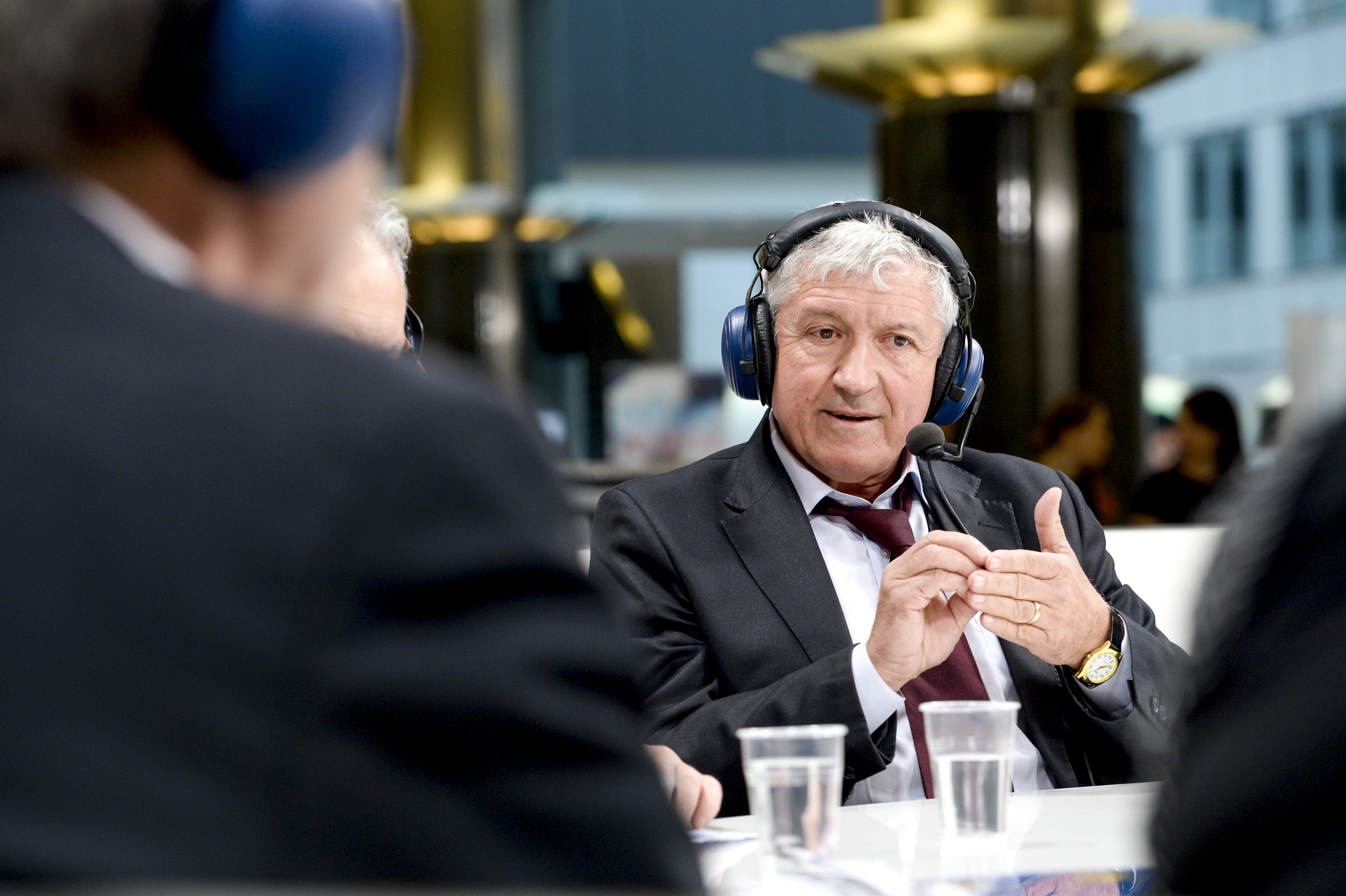
Mircea Diaconu (November 2016)

Mircea Diaconu (* 24. Dezember 1949 in Vlădești, Kreis Argeș, RPR; † 14. Dezember 2024 in Bukarest) war ein rumänischer Schauspieler und ehemaliger Politiker der Partidul Național Liberal (PNL).

## Leben
Diaconu studierte nach seinem 1967 abgelegten Abitur an der Nationaluniversität der Theater- und Filmkunst „Ion Luca Caragiale“ in Bukarest. Als Schauspieler gab er sein Debüt am „Bulandra-Theater“ der rumänischen Hauptstadt in Truman Capotes Die Glasharfe. Bis 1982 blieb er (unter Liviu Ciulei) am Bulandra, dann wechselte er an das Theater Nottara.
Nach zahlreichen Bühnen- und auch Filmauftritten war er infolge der Revolution einer der ersten Schauspieler, die ihren Vertrag kündigten, wurde 1990 zum Freiberufler und kehrte 2001 zum Theater Nottara zurück, wo er sich einem Skandal wegen Nepotismus stellen musste.
2008 wurde Diaconu in den Senat von Rumänien gewählt. Kurzzeitig war er 2012 Kulturminister von Rumänien im Kabinett Ponta I von Victor Ponta, das er aber aufgrund eines Urteiles des Rumänischen Verfassungsgerichtes aufgrund von „Interessenskonflikten“ aufgeben musste. Von 2014 bis 2019 saß Diaconu als Abgeordneter im Europäischen Parlament; er war dort Mitglied der Fraktion der Allianz der Liberalen und Demokraten für Europa. Er war Mitglied im Ausschuss für Kultur und Bildung und in der Delegation für die Beziehungen zur Arabischen Halbinsel.
Diaconu war mit der Schauspielerin Diana Lupescu verheiratet und hatte zwei Kinder. Er starb kurz vor seinem 75. Geburtstag an den Folgen von Darmkrebs.

## Filmografie
- 1971: Steinhochzeit (Nunta de piatră)
- 1977: Das Nest der Salamander (Cuibul salamandrelor)
- 1977: Schüsse im Mondschein (Împușcături sub clar de lună)
- 1978: Die Ferien eines Gymnasiasten (Vacanța tragică)
- 1978: Frühling in Oltenien (Din nou împreună)
- 1978: Gesucht wird: Johnny (Profetul, aurul și ardelenii)
- 1980: Johnny schießt quer (Artista, dolarii și ardelenii)
- 1981: Wir werden das Kind schon schaukeln (Pruncul, petrolul și ardelenii)
- 1982: Ausweis für Bukarest (Buletin din București)
- 1982: Der Rechner gesteht (Calculatorul mărturisește)
- 1982: Ein Zeuge für Toma (Sfârșitul nopții)
- 1983: Brunnendämmerung (Amurgul fântânilor)
- 1990: Flickflack auf dem Schwebebalken (Campioana)
- 1996: Asphalt Tango (Asfalt Tango)
- 2006: Wie ich das Ende der Welt erlebte (Cum mi-am petrecut sfârșitul lumii)
- 2006: Love Sick (Legături bolnăvicioase)